# Antonia Gordiana
Antonia Gordiana Sempronia (201 - ?) a fost o nobilă romană din secolul al III-lea.
Antonia Gordiana a fost fiica lui Gordian I, sora mai mică a lui Gordian al II-lea și probabil descendentă din consulul Herodes Atticus. Ambii Gordieni (tatăl și fratele) au fost împărați în primăvara lui 238. Antonia a fost mama lui Gordian al III-lea, viitor împărat roman.
Conform "Historiei Augusta", Antonia se mai numea și Maecia Faustina, lucru infirmat de istorici. Se pare că și-a petrecut copilăria împreună cu fratele ei, în Roma, într-o casă construită de Pompei.
După 214, ea s-a căsătorit cu un senator ("Historia Augusta" îl numește, greșit, Junius Balbus). Ea a născut doi copii: pe Gordian al III-lea, împărat roman între 238 și 244 și pe Gordiana. Soțul Antoniei a murit înainte de 238.
După moartea primilor doi Gordieni, Senatul a pus pe tronul Romei pe Pupienus și pe Balbinus. În acest timp, Gordian III și mama sa au devenit populari în rândul poporului. Astfel, cei doi împărați au fost nevoiți să-l adopte pe micul Gordian. După asasinarea împăraților de către Garda Pretoriană, Gordian III a devenit împărat sub tutela mamei sale și a Senatului.
În 241, Gordian l-a făcut pe abilul Timesitheus prefect al gărzii pretoriene. După aceasta, fiul Antoniei s-a căsătorit cu Tranquillina, fiica lui Timesitheus. Prefectul pretorienilor a murit în 243 și a fost înlocuit de Filip Arabul. Acesta a devenit împărat în 244, după ce l-a ucis pe Gordian al III-lea (sau acesta a murit în bătălie). Nu se cunoaște viața Antoniei după moartea fiului său.